# Tadeusz Życki
Tadeusz Życki ps. Belina (ur. 9 grudnia 1926, zm. 11 sierpnia 2018) – polski żołnierz konspiracji niepodległościowej w czasie II wojny światowej oraz powojennego podziemia antykomunistycznego.

## Życiorys
W czasie okupacji niemieckiej podczas II wojny światowej działał w konspiracji niepodległościowej od kwietnia 1942 do stycznia 1945 działając w ramach Batalionów Chłopskich. Był łącznikiem oddziału Jana Sońty ps. „Ośka”, na Kielecczyźnie. Uczestniczył również w akcjach sabotażowych i zbrojnych. Brał udział w bitwie pod Jedlinką. Z końcem okupacji niemieckiej przystąpił do podziemia antykomunistycznego. Od lutego 1945 do stycznia 1946 należał do Podziemnej Organizacji Wojskowej, zaś następnie do września 1946 działał w ramach Zrzeszenia „Wolność i Niezawisłość”. 15 czerwca 1946 roku wziął udział w starciu pod Zwoleniem z Grupą Operacyjną NKWD-UB-Armii Czerwonej. Był wielokrotnie aresztowany.
Zmarł 11 sierpnia 2018. Został pochowany 16 sierpnia tego samego roku na Cmentarzu w Ursusie. W uroczystości pogrzebowej uczestniczył Szef Urzędu do Spraw Kombatantów i Osób RepresjonowanychJan Józef Kasprzyk, który w imieniu Prezydenta RP Andrzeja Dudy przekazał rodzinie Tadeusza Życkiego – Krzyż Oficerski Orderu Odrodzenia Polski.